# Théorine Aboa Mbeza
Théorine Aboa Mbeza (née le 25 août 1992 à Mbalmayo) est une joueuse camerounaise de volley-ball féminin. Elle est membre de l'équipe du Cameroun de volley-ball féminin où elle occupe le poste de libéro.

## Carrière internationale
Elle fait partie de l'équipe nationale du Cameroun aux Jeux olympiques de 2016 à Rio de Janeiro,. Elle remporte la médaille d'or lors du Championnat d'Afrique de volley-ball féminin 2017.
Elle participe ensuite avec son équipe au Championnat du monde féminin de volley-ball 2018,. Elle remporte la médaille d'or au Championnat d'Afrique féminin de volley-ball 2021.

## Carrière en clubs
- Forces Armées et Police (FAP) Yaoundé

## Palmarès
- Médaille d'or au Championnat d'Afrique de volley-ball féminin 2017
- Médaille d'or au Championnat d'Afrique féminin de volley-ball 2021